# Сойл
SOiL (на английски: soil означава „почва“) е алтърнатив метъл група от Чикаго, САЩ, основана през 1997 година.

## История
След два неуспешни опита с албумите El Chupacabra и Throttle Junkies, успяват да пробият на световната сцена с албума Scars (излязъл през 2001). Успехът идва със синглите Halo и Unreal, които освен, че са с по-твърдо звучене, носят и типичното емоционално и мелодично звучене на бандата.
През 2004 година, вокала Райън Маккомбс обявява напускането си, новият вокалист Ей Джей Кавалиър от Ню Йорк е представен на 15 ноември 2004.
От 20 юли 2005 г. Маккомбс става новият вокал на групата Drowning Pool.
Новият албум на SOiL излиза на 2 май 2006 година в САЩ под заглавието True Self. Албумът се появява в интернет пространството в някои „Peer-to-peer“ страници и в торент сайта „BitTorrent“ на 4 март, почти 2 месеца преди официалния релийз.

## Състав
| Настоящи членове - Адам Зейдъл – китара (1997– ) - Тим Кинг – бас (1997– ) - Раян Маккомбс – вокали (1997 – 2004; 2011– ) |  | Предишни членове - Том Шофилд – барабани (1997 – 2010) - Шоун Глас – китара (1997 – 2007) - Ей Джей Кавалиър – вокали (2004 – 2010) |

## Дискография
| Информация |
| --- |
| Throttle Junkies - Излиза на: 6 април, 1999 (САЩ) - Звукозаписна компания: Mia Records                         |
| Scars - Излиза на: 11 септември, 2001 (САЩ) - Звукозаписна компания: J Records - Продажби: 225 000+            |
| Redefine - Излиза на: 23 март, 2004 (САЩ) - Звукозаписна компания: J Records - Продажби: 100 000+              |
| True Self - Излиза на: 2 май, 2006 (САЩ) - Звукозаписна компания: DRT Entertainment - Продажби: 29 000+        |
| Picture Perfect - Излиза на: 20 октомври, 2009 (САЩ) - Звукозаписна компания: Bieler Bros. Records - Продажби: |
| Whole - Излиза на: 20 август, 2013 (САЩ) - Звукозаписна компания: Pavement Music - Продажби:                   |